# Universitat de Tartu
La Universitat de Tartu és una universitat pública de recerca situada a la ciutat de Tartu. És la universitat més gran i antiga d'Estònia. La universitat va ser fundada amb el nom d'Academia Gustaviana l'any 1632 pel baró Johan Skytte, governador general de Livònia Sueca, Íngria i Carèlia, i ratificada pel rei Gustau II Adolf poc abans de la seva mort a la batalla de Lützen (1632).
Prop de 14.300 estudiants estudien a la universitat, dels quals més de 1.800 són estrangers. La major part del pla d'estudis s'imparteix en estonià, no obstant hi ha 30 programes impartits en anglès: tres de grau i 27 de màster, inclòs el programa Erasmus Mundus d'Excel·lència en Química Analítica. La universitat és membre del Grup Coïmbra i de la Xarxa d'Utrecht.